# Stolni tenis na Mediteranskim igrama 2013.
Stolno teniski turnir na Mediteranskim igrama 2013. održan je od 25. do 29. lipnja. Najuspješnija država je bila Turska s osvojene dvije zlatne medalje, Hrvatska nije imala predstavnike na ovim igrama.

## Osvajači medalja
| Kategorija           | Zlato                                        | Srebro                                                     | Bronca                                             |
| Muškarci pojedinačno | Egipat Omar Assar                            | Turska Bora Vang                                           | Turska Ahmet Li                                    |
| Žene pojedinačno     | Turska Melek Hu                              | Španjolska Sara Ramírez                                    | Španjolska Yanfei Shen Zhang                       |
| Muškarci ekipno      | Turska Ahmet Li Gencay Menge Bora Vang       | Italija Mihai Bobocica Marco Rech Daldosso Niagol Stoyanov | Španjolska Zhiwen He Cheng Carlos Machado          |
| Žene ekipno          | Španjolska Sara Ramírez Bermúdez Shen Yanfei | Francuska Xue Li Xian Yi Fang                              | Egipat Nadeen El-Dawlatly Farah Hasan Dina Meshref |